# الحمدانية (بغداد)
منطقة الحمدانية أحد مناطق محافظة بغداد وسط العراق تقع غرب مدينة بغداد شمال أبو غريب.

## حادثة الحمدانية
في 26 أبريل 2006، قتلت مجموعة من القوات الأمريكية «هاشم إبراهيم عواد» قريب لأحد المطلوبين «صالح عواد» أمام منزله في الحمدانية. في 2015، أُدين «لورانس هاتشينز» بقتل المدني العراقي بعد أن أراد أن يجعل من الحادثة كإيحاء بأن الضحية كان يخطط لزرع عبوة ناسفة.